# Cape Shirley
Cape Shirley är en udde i Antigua och Barbuda.   Den ligger i parishen Parish of Saint Paul, i den sydöstra delen av landet, 17 kilometer sydost om huvudstaden Saint John's. Cape Shirley ligger på ön Antigua.
Terrängen inåt land är platt åt nordost, men åt nordväst är den kuperad. Havet är nära Cape Shirley söderut. Närmaste större samhälle är Saint John's, 16,5 kilometer nordväst om Cape Shirley. 